# Les Incendiaires
Pour plus de détails, voir Fiche technique et Distribution.
Les Incendiaires (titre alternatif : Histoire d'un crime) est un film muet de Georges Méliès sorti en 1906.

## Synopsis
Des bandits ont mis le feu à une ferme. Leur repaire est assiégé par les gendarmes. Ils s’enfuient, mais l’un d’eux est arrêté et emprisonné. Dans sa cellule, il voit la guillotine dans un cauchemar. On vient lui annoncer que son pourvoi en grâce est rejeté, on l’emmène et nous assistons à l’exécution capitale : sa tête tombe dans le panier et son corps est emporté dans une malle en osier.

## Fiche technique
- Titre : Les Incendiaires ou Histoire d'un crime
- Réalisation : Georges Méliès
- Genre : Drame
- Date de sortie : France : 1906

## Autour du film
- Il était déconseillé aux forains de montrer la dernière scène (la décapitation). Une autorisation devait être signée par le maire de la commune où était diffusé le film pour la montrer au public.
- Une partie du film, les six premiers tableaux, n'a pas été retrouvée.